# Évangéliaire de Morienval
L'évangéliaire de Morienval est un évangéliaire réalisé à l'abbaye de Hautvillers à la fin du IXe siècle et qui a appartenu à l'abbaye de Morienval depuis le milieu du XIIe siècle.
Deux chartes des XIIe et XIIIe siècles attestent que cet ouvrage a fait partie du trésor de l'abbaye de Morienval.
Conservé autrefois à la bibliothèque du Chapitre attenante à la cathédrale de Noyon, il est aujourd'hui exposé à l'hôtel de ville et présenté au public à l'occasion de visites guidées ou lors des Journées européennes du patrimoine.